# لیندی بوت
لیندی بوت (انگلیسی: Lindy Booth؛ زادهٔ ۲ آوریل ۱۹۷۹) یک هنرپیشه اهل کانادا است. وی از سال ۱۹۹۸ میلادی تاکنون مشغول فعالیت بوده‌است. 
از فیلم‌ها یا برنامه‌های تلویزیونی که وی در آن نقش داشته است می‌توان به طلوع مرگ، شکارچی حرفه‌ای، کیک-اس ۲: گلوله‌ها به دیوار، پیچ اشتباه و پسر نوبل اشاره کرد.